# 国際連合安全保障理事会決議2034
国際連合安全保障理事会決議2034（こくさいれんごうあんぜんほしょうりじかいけつぎ2034 英: United Nations Security Council Resolution 2034）は、2012年1月19日に国際連合安全保障理事会において全会一致で採択された決議。国際連合安全保障理事会は国際司法裁判所の判事であるアウン・ショーカット・アル＝カサーウネの辞任を受けて、国際司法裁判所の規程に基づき、判事を補充するための選挙を国際安全保障理事会と国際連合総会の会期内に実施することを決定した。
ヨルダンの法学者であり、元首相であるアウン・ショーカット・アル＝カサーウネは、2000年から国際司法裁判所判事の任に就き、2006年から2009年まで副長官を務めた。